# BMW HP2 Sport
La BMW HP2 Sport è una motocicletta appartenente al segmento delle sportive prodotta dalla casa motociclistica tedesca BMW dal 2008 al 2012.

## Descrizione
Il motore è un bicilindrico boxer da 1170 cm³ con cilindri raffreddati ad aria e testate raffreddate ad olio. Derivato dal motore della BMW R1200 RS, è dotato di iniezione elettronica indiretta con distribuzione bialbero a otto valvole ed eroga una potenza massima di 128 cavalli (95 kW). Il motore dell'HP2 viene chiamato "oilhead" (letteralmente oliotesta) per via del suo particolare sistema di raffreddamento.
Con 178 kg e 128 CV, la HP2 Sport risulta essere più leggera e potente della R1200S, la quale andava a sostituire. Il telaio è un tubolare d'acciaio, come quello della R1200S, ma il telaietto ausiliario posteriore di quest'ultimo viene sostituito con una semi-monoscocca in fibra di carbonio autoportante. La HP2 Sport è dotata di serie di cambio sportivo, sospensioni Öhlins e molte parti della carenatura in fibra di carbonio. Le pinze dei freni anteriori sono monoblocco fornite dalla Brembo, le ruote sono in alluminio forgiato e gli pneumatici di primo equipaggiamento sono dei Metzeler da competizione.